# Methydata auster
Methydata auster är en fjärilsart som beskrevs av Louis Beethoven Prout 1933. Methydata auster ingår i släktet Methydata och familjen mätare. Inga underarter finns listade i Catalogue of Life.